# Powiat średzki, Nedre Schlesiens vojvodskap
För distriktet med samma namn i Storpolens vojvodskap, se Powiat średzki, Storpolens vojvodskap.
Powiat średzki är ett politiskt och administrativt distrikt (powiat) i Nedre Schlesiens vojvodskap i sydvästra Polen, med 50 287 invånare i juni 2010. Distriktet ligger omedelbart väster om staden Wrocław i centrala delen av vojvodskapet. Huvudort och enda stad är Środa Śląska.

## Kommunindelning
Distriktet indelas i fem kommuner (gminy), varav en stads- och landskommun och fyra landskommuner.
Stads- och landskommun
- Środa Śląska

Landskommuner
- Kostomłoty
- Malczyce
- Miękinia
- Udanin